# Produção de ópio no Afeganistão

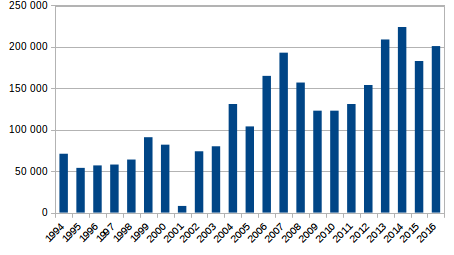
O cultivo da papoula do ópio no Afeganistão entre 1994-2007 (hectares)

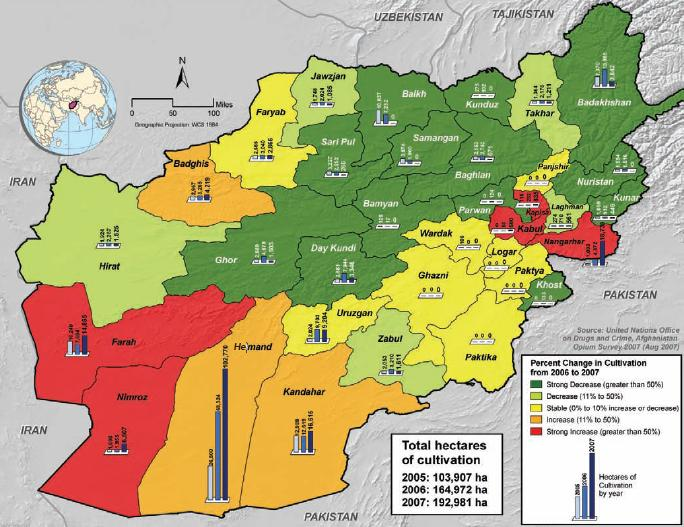
Produção de ópio entre 2005 e 2007. Observamos a queda acentuada nas regiões do Norte e um aumento na região sul.

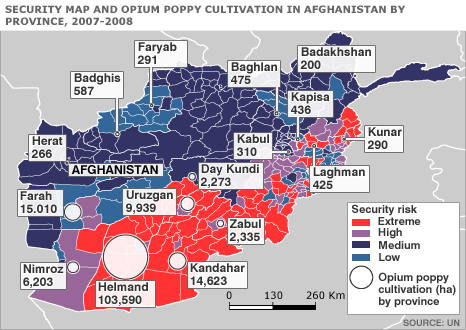
Riscos para a segurança regional e os níveis de cultivo de papoula em 2007-2008.

A produção de ópio no Afeganistão, em 2009, corresponde a 90% de toda a produção de Opio consumida no mundo, fato que traz consequências negativas para o Afeganistão. 
O Afeganistão é, a partir de março de 2008, o maior produtor de ópio no mundo, à frente da Birmânia (Myanmar) e do "Triângulo Dourado". O Afeganistão é o principal produtor de ópio no "Crescente Dourado". A produção de ópio no Afeganistão tem vindo a aumentar desde a ocupação dos Estados Unidos iniciada em 2001. Com base em dados do UNODC, tem havido mais cultivo de papoula em cada uma das últimas quatro safras (2004-2007) do que em qualquer ano durante o regime talibã. Além disso, mais terras são usadas atualmente para o ópio no Afeganistão do que para o cultivo de coca na América Latina. Em 2007, 92% dos opiáceos do mercado mundial tiveram origem no Afeganistão.  Isso equivale a um valor de exportação de cerca de US $ 64 bilhões, com um quarto a ser recebido pelos agricultores de ópio e o resto vai para os oficiais do distrito, os insurgentes, os senhores da guerra e traficantes de drogas.  Nos sete anos (1994-2000) antes de uma proibição do ópio pelo talibã, a participação dos agricultores afegãos no rendimento bruto do ópio foi dividido entre 200 mil famílias. Além dos opióides, o Afeganistão também é o maior produtor de haxixe do mundo.
O Ópio suporta mais de 2 milhões de afegãos e gera receitas estimadas em $ 2,5 bilhões de dólares, ou 35% do PIB na economia do Afeganistão em 2005.  Em 2009, havia cerca de 1,6 milhões de pessoas envolvidas neste negócio.

## Ver Também
- Criminalidade no Afeganistão
- Economia do Afeganistão